# Urota
Urota é um gênero de mariposa pertencente à família Bombycidae.